# Марфино (Одинцовский район)
Ма́рфино — деревня в Одинцовском городском округе Московской области. Расположена в восточной части округа, недалеко от МКАД. C запада, юга и востока прилегает к Москве, на севере граничит с поселком Новоивановское.

## Население
| 2002 | 2006 | 2010 |
| ---- | ---- | ---- |
| 182  | →182 | ↗279 |

По состоянию на 2010 год население деревни Марфино составляло 279 человек.

## Транспорт
В 15 минутах ходьбы расположена станция станция линии МЦД-1 «Немчиновка». Также имеется автомобильный выезд на Можайское шоссе (только по направлению к Москве), Сколковское шоссе (в оба направления) и МКАД. От торгового центра «Ашан» ходит транспорт до станций метро Молодёжная и Славянский бульвар.

## Инфраструктура
В Марфино имеются продуктовые магазины, небольшие производства. Неподалёку расположены «Ашан», сеть кинотеатром «Формула кино», а также инновационный центр «Сколково».

## Кладбище

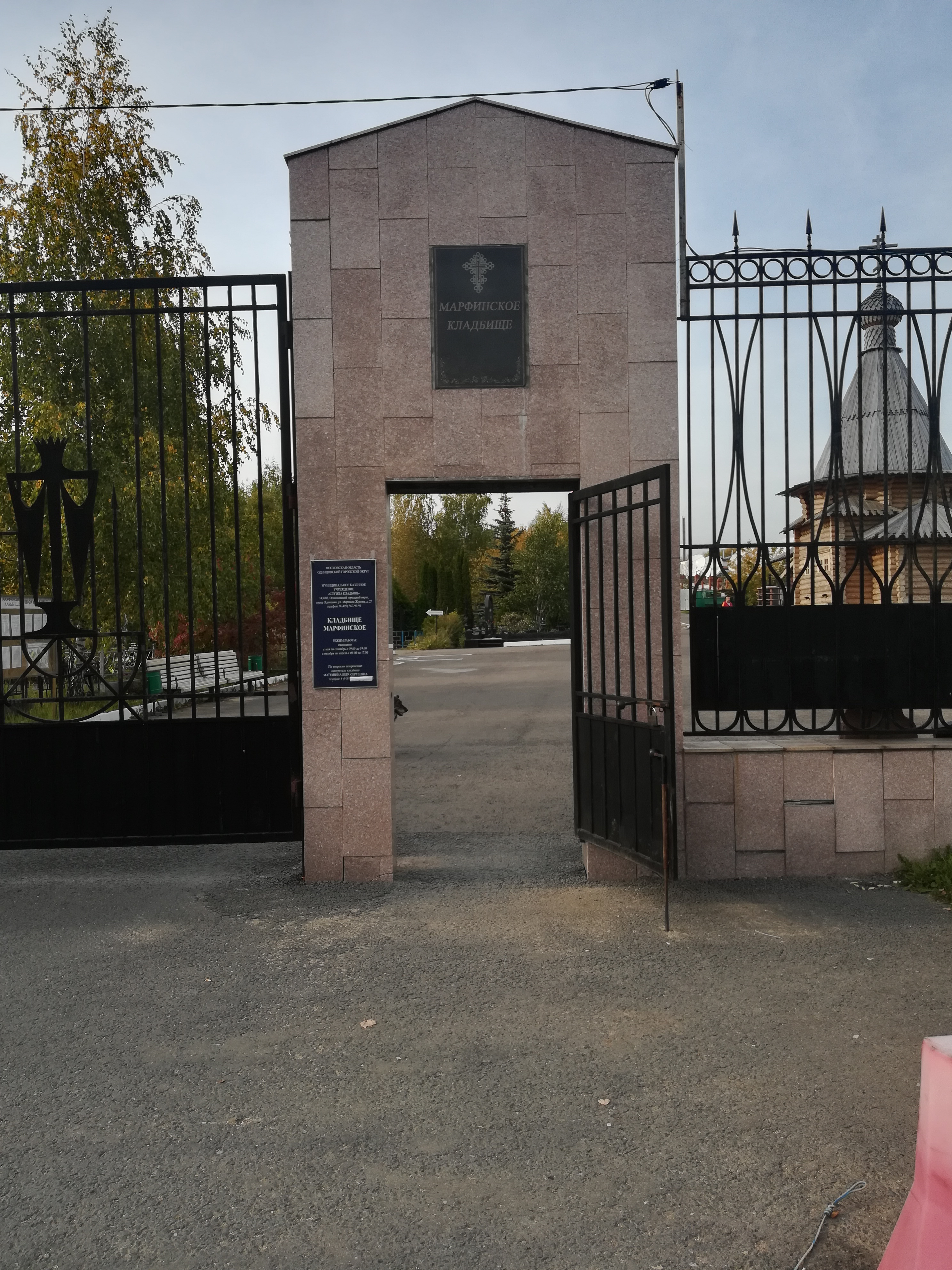

В деревне имеется действующее кладбище площадью 5,95 гектара. Участки на Марфинском кладбище в первую очередь предназначены для родственных подзахоронений, для свободных захоронений закрыто. На кладбище похоронен главный тренер «Заречье-Одинцово» заслуженный тренер России Павел Михайлович Матиенко.